# Campionats del món de ciclocròs de 1985
Els Campionats del món de ciclocròs de 1985 foren la 36a edició dels mundials de la modalitat de ciclocròs i es disputaren el 16 i 17 de febrer de 1985 a Múnic, Baviera, Alemanya Occidental. Foren tres les proves disputades.

## Resultats
| Prova         | Or                 | Plata              | Bronze         |
| Cursa elit    | Klaus-Peter Thaler | Adrie van der Poel | Claude Michely |
| Cursa amateur | Mike Kluge         | Beat Schumacher    | Bruno D'Arsie  |
| Cursa júnior  | Beat Wabel         | Jürgen Sprich      | Wim de Vos     |

## Classificacions

### Classificació de la prova elit
| Pos. | Ciclista            | País          | Temps           |
| ---- | ------------------- | ------------- | --------------- |
|      | Klaus-Peter Thaler  | RFA           | 1 h 12 min 38 s |
|      | Adrie van der Poel  | Països Baixos | + 0:02          |
|      | Claude Michely      | Luxemburg     | + 0:04          |
| 4    | Rein Groenendaal    | Països Baixos | + 0:20          |
| 5    | Marcel Russenberger | Suïssa        | + 0:24          |
| 6    | Henk Baars          | Països Baixos | + 1:28          |
| 7    | Martial Gayant      | França        | + 2:06          |
| 8    | Ottavio Paccagnella | Itàlia        | + 2:06          |
| 9    | Bernhard Woodtli    | Suïssa        | + 2:07          |
| 10   | Roland Liboton      | Bèlgica       | + 2:24          |

### Classificació de la prova amateur
| Pos. | Cycliste             | Pays           | Temps           |
| ---- | -------------------- | -------------- | --------------- |
|      | Mike Kluge           | RFA            | 1 h 04 min 25 s |
|      | Beat Schumacher      | Suïssa         | + 0:26          |
|      | Bruno D'Arsie        | Suïssa         | + 0:40          |
| 4    | Petr Klouček         | Txecoslovàquia | + 0:44          |
| 5    | Frank van Bakel      | Països Baixos  | + 0:55          |
| 6    | Peter Hric           | Txecoslovàquia | + 1:06          |
| 7    | Sandro Bono          | Itàlia         | + 1:08          |
| 8    | Grzegorz Jaroszewski | Polònia        | + 1:25          |
| 9    | Henrik Djernis       | Dinamarca      | + 1:39          |
| 10   | Martin Hendriks      | Països Baixos  | + 1:50          |

### Classificació de la prova júnior
| Pos. | Cycliste         | Pays              | Temps       |
| ---- | ---------------- | ----------------- | ----------- |
|      | Beat Wabel       | Suïssa            | 57 min 30 s |
|      | Jürgen Sprich    | RFA               | + 0:18      |
|      | Wim de Vos       | Països Baixos     | + 0:39      |
| 4    | Zdeněk Douša     | Txecoslovàquia    | + 0:49      |
| 5    | Robert Bondaryk  | Polònia           | + 0:52      |
| 6    | Urs Güller       | Suïssa            | + 1:06      |
| 7    | Kai-Uwe Richter  | Alemanya de l'Est | + 1:08      |
| 8    | Martin Raufer    | Txecoslovàquia    | + 1:25      |
| 9    | Marcel Gerritsen | Països Baixos     | + 1:36      |
| 10   | Chris David      | Bèlgica           | + 1:39      |

## Medaller
| Pos. | País          | Or | Plata | Bronze | Total |
| 1    | RFA           | 2  | 1     | 0      | 3     |
| 2    | Suïssa        | 1  | 1     | 1      | 3     |
| 3    | Països Baixos | 0  | 1     | 1      | 2     |
| 4    | Luxemburg     | 0  | 0     | 1      | 1     |